# Мемориал жертвам репрессий балкарского народа
Мемориал жертвам репрессий балкарского народа — посвящен истории депортации балкарского народа c 1944 по 1957 годы. Мемориал был открыт 8 марта 2002 года в Кабардино-Балкарии в г. Нальчике, на улице Канукоева. У мемориала проводятся ежегодные траурные митинги.

## История
Решение о создании мемориала было принято 8 марта 1989 года, в 45-ю годовщину депортации балкарского народа. В тот день была произведена закладка символического камня с надписью: «Жертвам геноцида балкарского народа».

## Экспозиция
Архитектурный стиль сочетает в себе среднеазиатскую культовую архитектуру (мавзолея) и балкарские приемы зодчества. На стене мемориала обозначены даты ссылки балкарского народа — 8 марта 1944 года — 28 марта 1957 года.
В постоянную экспозицию мемориала попали сотни собранных документов, личных вещей и предметов быта переселенцев. Экспозиция размещается на двух этажах, так же имеется выставочный зал для временных экспозиций, актовый зал, архивные и служебные помещения. Среди раритетов находятся подлинники справок спецпереселенцев, разрешения комендатур на передвижение за пределы спецпоселений.